# São Martinho do Bispo
São Martinho do Bispo is een plaats (freguesia) in de Portugese gemeente Coimbra en telt 14 246 inwoners (2001). De naam betekent Sint Maarten de bisschop.